# Wolfgar d'Erla
Wolfgar d’Erla (ou Wolfgar, Wolfger de Passau, né Wolfgar de Leibrechtskirchen vers 1140 à Erla-sur-l’Enns ; † 23 janvier 1218 à Aquilée) fut évêque de Passau et Patriarche d'Aquilée. Diplomate et juge suprême du Saint Empire, il fut l'un des mécènes du Minnesänger Walther von der Vogelweide.

## Biographie
Originaire d’Erla-sur-l’Enns, Wolfgar est avoué du monastère de Steinach en 1183, et l'année suivante avoué de l'abbaye de Zell am See. Il est nommé évêque de Passau en 1191 (charge qu'il exerce jusqu'en 1204). À son retour il obtient du Saint-Siège la reconnaissance de l’Ordre Teutonique comme ordre hospitalier (1191). Il ne recevra toutefois l'ordination et la consécration qu'après cette nomination. Il était marié et avait un fils, qui est évoqué à plusieurs reprises dans ses comptes de voyage. On ignore si Wolfgar était veuf au moment de son élection, ou si son épouse dut rejoindre un couvent, car on ne dispose d'aucune source sur sa femme ; quoi qu'il en soit, il aurait été inconcevable vers 1200 qu'un évêque poursuive une vie maritale après son élection.
Exerçant juridiction temporelle et spirituelle sur tout son diocèse, il accomplit son sacerdoce en restant à la fois fidèle au pape et en bonne entente avec les monarques de la Maison de Hohenstaufen aussi bien qu'avec les ducs d'Autriche. En 1199, le pape Innocent III recommanda Wolfgar d’Erla comme juge suprême de l'Empire.
Wolfgar fut en 1195 l'un des négociateurs de la rançon de Richard Cœur de Lion, et inspira le projet de croisade de 1197-98. Il tenta de créer un nouvel évêché par scission du Diocèse de Passau.
Wolfgar mit toute son énergie à obtenir le titre de Patriarche d’Aquilée. Il obtint finalement son élection en 1204, renforça à ce poste l'autorité temporelle du pape et reconquit l’Istrie et la Carniole en 1209. Il obtint des empereurs Philippe de Souabe et Othon IV le titre de légat du Saint Empire en Italie, mais après sa participation au Quatrième concile du Latran, il se retira de la politique impériale en 1215.

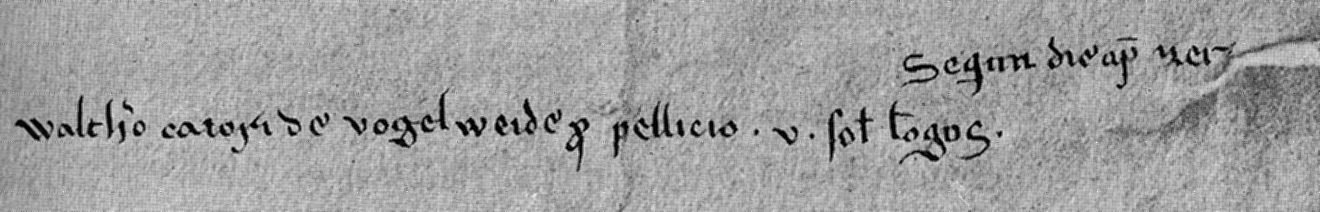
Les comptes de voyage de Wolfger contiennent la seule mention d'époque du trouvère Walther von der Vogelweide.

Wolfgar est une figure importante de la littérature médiévale allemande en tant que mécène de plusieurs poètes haut-allemands, dont l'auteur anonyme de la Chanson des Nibelungen, et surtout du trouvère Walther von der Vogelweide : le seul témoignage sur la vie de ce minnesinger nous vient des livres de compte de Wolfgar (à la date du 12 novembre 1203, le prélat offre un manteau de fourrure à son protégé).

## Voir également
- (de) Bayerischen Akademie der Wissenschaften, « Wolfger von Ellenbrechtskirchen », sur geschichtsquellen.de, 2012
- (de) Sabine Erkinger, « AEIOU/Wolfger von Erla », sur austria-forum, 2009
- Diocèse de Passau
- (de) Akademie der Wissenschaften zu Göttingen, « Wolfger von Erla », sur Germania Sacra, 2012

- Ressource relative à la religion :   - Catholic Hierarchy
- Notice dans un dictionnaire ou une encyclopédie généraliste :   - Deutsche Biographie
- Notices d'autorité :   - VIAF
  - ISNI
  - IdRef
  - LCCN
  - GND
  - Pays-Bas
  - NUKAT
  - Vatican
  - Tchéquie
  - WorldCat